# Pippa Grandison
Pippa Jody Grandison es una actriz australiana conocida por sus participaciones en teatro y musicales.

## Biografía
En septiembre del 2000 se casó con el actor australiano Steve Le Marquand, la pareja tiene una hija Charlie Le Marquand.

## Carrera
Junto a su esposo tienen un negocio de coaching en la costa central de Nueva Gales del Sur llamada "Central Coast Performance and Audition Coaching".
Fue miembro de un grupo musical de pop llamado "Ladykiller".
En 1996 apareció como invitada en la serie policíaca Water Rats donde interpretó a Fran Marsden.
En 1999 apareció por primera vez en la serie médica All Saints donde interpretó a Sally, más tarde en el 2006 apareció por segunda vez en la serie ahora interpretando a Leanne Warren durante el episodio "One Wrong Step".
En el 2011 se unió al elenco de la serie Underbelly: Razor donde interpretó a la cantante Mona Woods hasta el final de la serie ese mismo año.
El 10 de julio de 2013 apareció como invitada en la popular serie australiana Home and Away donde interpretó a Joanne Kingsley, quien junto a su esposo Patrick Kingsley (Jason Montgomery) llegan para buscar a su hija Tamara Kingsley (Kelly Paterniti) quien había perdido la memoria.

## Filmografía
- Series de televisión

| Año  | Serie                | Personaje       | Notas                         |
| ---- | -------------------- | --------------- | ----------------------------- |
| 2013 | Home and Away        | Joanne Kingsley | episodio # 1.5783             |
| 2013 | Mr & Mrs Murder      | Kristen         | episodio "Lost Soul"          |
| 2011 | Underbelly: Razor    | Mona Woods      | 13 episodios                  |
| 2011 | Small Time Gangster  | Sally           | episodio "Who's Got the RPG?" |
| 1999 | All Saints           | Sally           | 3 episodios                   |
| 2004 | New MacDonald's Farm | Milly           | -                             |
| 1997 | Big Sky              | Angel           | episodio "Triskaidekaphobia"  |
| 1996 | Water Rats           | Fran Marsden    | episodio "Goldstein & Son"    |
| 1996 | Twisted Tales        | Karen           | episodio "The Test"           |
| 1993 | E Street             | Melanie         | -                             |
| 1993 | Time Trax            | Janice          | episodio "The Price of Honor" |
| 1991 | Brides of Christ     | Bernadette      | miniserie                     |
| 1991 | Golden Fiddles       | Elsa Balfour    | miniserie                     |
| 1991 | G.P.                 | Lucy Carmichael | 4 episodios                   |
| 1990 | A Country Practice   | Miriam Briggs   | 4 episodios                   |

- Películas

| Año  | Título                | Personaje         | Notas                                                                                               |
| ---- | --------------------- | ----------------- | --------------------------------------------------------------------------------------------------- |
| 2009 | Franswa Sharl         | Wendy Bishop      | corto - junto a Callan McAuliffe, John Batchelor, Diana Glenn, Steve Le Marquand & Jay Ryan         |
| 2008 | Rebecca               | Rebecca           | corto - junto a Marcus Pater                                                                        |
| 2007 | Two Door Mansion      | Jennifer Holding  | junto a Matthew Charleston, Adam Cahill, Mark Bower & Jonnie Cocks                                  |
| 2004 | Lovesong              | Helena            | corto - junto a Steve Le Marquand                                                                   |
| 2003 | Balmain Boys          | Sheena            | junto a Paul Gleeson, Mark Furze, Jeremy Sims, Lara Cox & William Zappa                             |
| 2002 | Sway                  | Phoebe            | junto a Susie Porter, Steve Le Marquand & Kerry Walker                                              |
| 2001 | South Pacific         | Enfermera         | junto a Glenn Close, Harry Connick Jr., Damon Herriman, Salvatore Coco & Steve Le Marquand          |
| 2001 | Home Straight         | Esposa            | corto - junto a Alinta Carroll, Rupert Glasson, Tom Halliday & Rosie Halliday                       |
| 2000 | The Three Stooges     | Blonde            | junto a Michael Chiklis, Rachael Blake, Anna Lise Phillips, Joel Edgerton & Marton Csokas           |
| 2000 | Mr. Accident          | Natasha           | junto a Yahoo Serious, Helen Dallimore, David Field, Grant Piro, Jeanette Cronin & Felix Williamson |
| 1999 | Change of Heart       | Sammi             | junto a Tony Barry, Grant Bowler, Jerome Ehlers, Chris Haywood & Roxane Wilson                      |
| 1998 | Babe: Pig in the City | Voces Adicionales | junto a Magda Szubanski, James Cromwell, Mickey Rooney & Elizabeth Daily                            |
| 1998 | Two Girls and a Baby  | Simone            | corto - junto a Claudia Karvan, Greg Stone & Marco Chiappi                                          |
| 1996 | Dating the Enemy      | Colette           | junto a Guy Pearce, Claudia Karvan, Matt Day & John Howard                                          |
| 1996 | Hotel de Love         | Allison Leigh     | junto a Aden Young, Saffron Burrows, Simon Bossell, Ray Barrett & Peter O'Brien                     |
| 1994 | Muriel's Wedding      | Nicole            | junto a Roz Hammond, Toni Collette, Bill Hunter, Dan Wyllie, Rachel Griffiths & Matt Day            |
| 1992 | Over the Hill         | Margaret          | junto a Olympia Dukakis, Sigrid Thornton, Steve Bisley & Aden Young                                 |

- Teatro[2]

| Año        | Obra                                        | Personaje       | Director (a)      | Teatro              | Notas                                                       |
| ---------- | ------------------------------------------- | --------------- | ----------------- | ------------------- | ----------------------------------------------------------- |
| 2010       | Words And Music From Life's A Circus & More | -               | -                 | -                   | junto a Amelia Cormack, Cameron Macdonald & Rob Mills       |
| 2009, 2010 | Wicked                                      | -               | -                 | Capitol Theatre     | junto a Jemma Rix, Tim Campbell & Patrice Tipoki            |
| 2008       | Just Macbeth                                | -               | Wayne Harrison    | -                   | junto a Patrick Brammall, John Leary & Mark Owen-Taylor     |
| 2007       | Waikiki Hip                                 | -               | Chris Kohn        | -                   | junto a Ben Adam, Sophie Ross & Luke Ryan                   |
| 2007       | Company                                     | Jenny           | Gale Edwards      | Theatre Royal       | junto a Simon Burke, Tamsin Carroll & William Zappa         |
| 2006       | The Pajama Game                             | Babe            | Terence O'Connell | State Theatre       | junto a Rachael Beck, Ian Stenlake & David Harris           |
| 2004       | Tragedy: A tragedy                          | -               | Helen Dallimore   | Old Fitz. Theatre   | junto a Peter Astridge, Andrew Crabbe & Jonathan Speer      |
| 2003       | The Threepenny Opera                        | -               | Benedict Andrews  | Belvoir St. Theatre | junto a Kris McQuade, Robert Menzies & Wayne Pygram         |
| 2002       | The Witches of Eastwick                     | Sukie Rougemont | James Powell      | Princess Theatre    | junto a Penny McNamee, Jeremy Powell & Geraldine Turner     |
| 2001       | The V. Monologues                           | -               | Caroline Stacey   | -                   | junto Rebekah Elmaloglou & Tasma Walton                     |
| 2000       | The Misanthrope                             | -               | David Field       | Belvoir St. Theatre | junto a Peter Astridge, Andrew Crabbe & Cameron Welsh       |
| 1998       | Mary Bryant                                 | -               | Crispin Taylor    | Ensemble Theatre    | junto a Peter Eyers, Ron Haddrick & Jonathon Mill           |
| 1993       | Into the Woods                              | -               | Wayne Harrison    | Drama Theatre       | junto a Claudia di Cosmo, Melissa Jaffer & Geraldine Turner |
| 1990       | A Little Night Music                        | -               | Wayne Harrison    | Drama Theatre       | junto a Rachael Beck, Toni Collette & John Waters           |
| -          | Mary Poppins                                | -               | -                 | -                   | -                                                           |
| -          | We Will Rock You                            | -               | -                 | -                   | -                                                           |